# Lars Helge Birkeland
Pour les articles homonymes, voir Birkeland.
Lars Helge Birkeland, né le 11 février 1988 à Tønsberg, est un biathlète norvégien. Il est médaillé olympique et champion du monde de relais.

## Biographie
Membre du club Birkenes IL, il fait partie de l'équipe nationale depuis 2009. Il est appelé pour ses débuts dans la Coupe du monde en novembre 2011 à Östersund, y marquant ses premiers points et obtient son premier podium et victoire en relais un an plus tard à Hochfilzen, avant de notamment se classer sixième à Ruhpolding. Son meilleur résultat individuel est une quatrième place, obtenue lors de la poursuite de Kontiolahti en 2014. En 2014, il devient également champion d'Europe de sprint.
Il gagne de nouveau en relais en 2015-2016 à Östersund et Presque Isle.
Aux Championnats du monde 2017, il se classe neuvième de l'individuel.
Aux Jeux olympiques d'hiver de 2018, il court l'individuel, finissant 60e et le relais, récoltant la médaille d'argent derrière les plus précis Suédois. Durant la saison 2017-2018, il se retrouve cinq fois dans le top dix en individuel dans la Coupe du monde, où il enregistre son meilleur classement général avec le quatorzième rang.
Aux Championnats du monde 2019, il est de nouveau intégré au relais et remporte cette fois-ci le titre avec Vetle Sjåstad Christiansen, Tarjei Bø et Johannes Thingnes Bø, pour la première fois qu'il participe à cette épreuve aux mondiaux. Il se classe troisième du classement de l'individuel cet hiver.
N'ayant pas couru lors de la saison 2020-2021, il annonce la fin de sa retraite sportive en février 2021.
Il est le mari de Fanny Welle-Strand Horn.

## Palmarès

### Jeux olympiques d'hiver
| Épreuve / Édition                | Individuel | Sprint | Poursuite | Mass start | Relais                             | Relais mixte |
| Jeux olympiques 2018 Pyeongchang | 60e        | -      | -         | -          | Médaille d'argent, Jeux olympiques | -            |

Légende :
- : Médaille d'argent
- - : Non disputée par Birkeland

### Championnats du monde
| Édition \ Épreuve         | Individuel | Sprint | Poursuite | Mass start | Relais               | Relais mixte |
| 2012 Ruhpolding           | 39e        | -      | -         | -          | -                    | -            |
| 2013 Nové Město na Moravě | 44e        | -      | -         | -          | -                    | -            |
| 2017 Hochfilzen           | 9e         | -      | -         | -          | -                    | -            |
| 2019 Östersund            | 18e        | -      | -         | -          | Médaille d'or, monde | -            |

Légende :
- : première place, médaille d'or
- : troisième place, médaille de bronze
- - : Non disputée Lars Helge Birkeland

### Coupe du monde
- Meilleur classement général : 14e en 2018.
- Meilleur résultat individuel : 4e.
- 16 podiums en relais : 9 victoires, 4 deuxièmes places, 3 troisièmes places.
- 1 podium en relais mixte : 1 deuxième place.
- 3 podiums en relais mixte simple : 2 victoires et 1 troisième place.

#### Classement annuel en Coupe du monde
| Saison    | Classement général final |
| 2011-2012 | 79e                      |
| 2012-2013 | 49e                      |
| 2013-2014 | 47e                      |
| 2014-2015 | 59e                      |
| 2015-2016 | 50e                      |
| 2016-2017 | 31e                      |
| 2017-2018 | 14e                      |
| 2018-2019 | 31e                      |
| 2019-2020 | 64e                      |

### Championnats d'Europe
- Nove Mesto 2014 : 
  -  médaille d'or du sprint.
  -  médaille d'argent de la poursuite et du relais.
- Otepää 2015 : 
  -  médaille d'argent du sprint.
  -  médaille de bronze du relais.

### IBU Cup
- 18 podiums individuels, dont 8 victoires.